# Phanocerus congener
Phanocerus congener är en skalbaggsart som beskrevs av Antoine Henri Grouvelle. Phanocerus congener ingår i släktet Phanocerus och familjen bäckbaggar. Inga underarter finns listade i Catalogue of Life.